# Fright Night 2: New Blood
Fright Night 2: New Blood (no Brasil, A Hora do Espanto 2) é um filme de comédia de terror de 2013 dirigido por Eduardo Rodriguez. É uma sequência lançada diretamente em vídeo do remake de Fright Night, embora nenhum dos atores do primeiro filme reprisar seus papéis. Apesar do título e sua quota de personagens, não há nenhuma conexão com seu antecessor.

## Sinopse
Um jovem estudante, Charlie, se inscreve em um programa de estudo na Romênia, com seu amigo obcecado por terror, Evil Ed, e a ex-namorada Amy, ele logo descobre que sua jovem e atraente professora Gerri (Jaime Murray) é uma vampira. Pena que ninguém acredita nele. Na verdade, Evil Ed acha divertido e isso só alimenta sua obsessão por vampiros.Personagens similares fazem parte do filme.

## Elenco
- Will Payne como Charley Brewster
- Jaime Murray como Gerri Dandrige
- Sean Power como Peter Vincent
- Sacha Parkinson como Amy Peterson
- Chris Waller como 'Evil' Ed Bates
- Alina Minzu como Shayla Sunshine
- Constantin Barbulescu como Inspector Constantin